# Turul României 2010
Turul României 2010 a fost cea de-a 47-a ediție a turului ciclist al României și s-a desfășurat în perioada 5  – 12 iunie 2010, pe un traseu de 1.154 kilometri care a început cu prologul de la Deva și s-a încheiat la Constanța. Cea mai scurtă etapă (în afara prologului) a fost prima, 118 km între Târgu Mureș și Vatra Dornei, iar cea mai lungă a fost etapa a patra, 226 km între Suceava și Botoșani, cu incursiune în Carpații Orientali și 3 cățărări de categoria A.
Din cele 15 echipe înscrise, au luat startul doar 14, dintre care 5 din România, dar și din Grecia, Bulgaria, Italia, Germania, Ucraina sau Turcia, totalizând un număr de 79 de cicliști.

## Tricouri distinctive
- Tricoul galben – liderul clasamentului general (pe timp)
- Tricoul alb – cel mai combativ ciclist (liderul clasamentului pe puncte la final de etapă)
- Tricoul verde – cel mai bun cățărător (liderul clasamentului pe puncte al cățărărilor)
- Tricoul roșu – cel mai bun sprinter (liderul clasamentului sprinturilor intermediare)
- Tricoul albastru – cel mai bun rutier român (în clasamentul pe timp)

## Echipe
| - România România Under 23 Tușnad Cycling Team Dinamo Scorseze București Mazicon București Olimpic Team Autoconstruct - Bulgaria Hemus 1896 Vivelo Dobrich 1905 - Grecia Tableware | - Italia Cycling Team Friuli San Marco Concrete Caneva - Germania Profiline - Ucraina Athlet Ucraina Kolss Cycling Team - Turcia Konya Şekerspor |

## Clasamente
| Etapa          | Câștigător        | Lider la general | Clasament pe puncte | Cel mai bun cățărător | Cel mai bun sprinter  | Cel mai bun român | Clasament echipe   |
| -------------- | ----------------- | ---------------- | ------------------- | --------------------- | --------------------- | ----------------- | ------------------ |
| P              | Angelo Ciccone    | Angelo Ciccone   | Ioannis Tamouridis  | Hristomir Angelov     | Sergiu Cioban         | Zoltan Șipoș      | San Marco Concrete |
| 1              | Yovcho Yovcev     | Yovcho Yovcev    | Artur Țvietkov      | Bruno Rizzi           | Piergiacomo Marcolina | Lucian Voinea     | Hemus 1896 Vivelo  |
| 2              | Vladimir Koev     | Vladimir Koev    | Bruno Rizzi         | Alessandro De Marchi  | Piergiacomo Marcolina | Alexandru Ciocan  | Hemus 1896 Vivelo  |
| 3              | Gianpaolo Biolo   | Vladimir Koev    | Ioannis Tamouridis  | Bruno Rizzi           | Piergiacomo Marcolina | Alexandru Ciocan  | Hemus 1896 Vivelo  |
| 4              | Alex Buttazzoni   | Vladimir Koev    | Ioannis Tamouridis  | Bruno Rizzi           | Piergiacomo Marcolina | Zoltan Șipoș      | Hemus 1896 Vivelo  |
| 5              | Hristomir Angelov | Vladimir Koev    | Ioannis Tamouridis  | Bruno Rizzi           | Piergiacomo Marcolina | Alexandru Ciocan  | Hemus 1896 Vivelo  |
| 6              | Andrea Pinos      | Vladimir Koev    | Ioannis Tamouridis  | Bruno Rizzi           | Piergiacomo Marcolina | Alexandru Ciocan  | Hemus 1896 Vivelo  |
| 7              | Henrich Berger    | Vladimir Koev    | Ioannis Tamouridis  | Bruno Rizzi           | Piergiacomo Marcolina | Alexandru Ciocan  | Hemus 1896 Vivelo  |
| Clasări finale | Clasări finale    | Vladimir Koev    | Ioannis Tamouridis  | Bruno Rizzi           | Piergiacomo Marcolina | Alexandru Ciocan  | Hemus 1896 Vivelo  |

## Etape

### Prolog
Sâmbătă, 5 iunie: Deva, contratimp individual, 3 km
Ediția din acest an a Turului Ciclist al României a început la Deva cu o probă de contratimp individual desfășurată pe distanța de 3 km. Festivitatea de premiere a avut loc la sediul Eurosport DHS, italianul Angelo Ciccone a primit tricoul galben, fiind câștigătorul probei contracronmentru, ocupantul locului doi Ioannis Tamouridis a primit tricoul alb, tricoul verde i-a fost oferit lui Angelov Hristomir, iar ocupantul locului patru Sergiu Cioban a primit tricoul roșu. Zoltan Șipoș a fost recompensat cu Tricoul Albastru, pentru cel mai bun rutier român.
Rezultate prolog
|    | Ciclist                  | Echipa                     | Timpul |
| -- | ------------------------ | -------------------------- | ------ |
| 1  | Angelo Ciccone (ITA)     | San Marco Concrete Caneva  | 3' 21" |
| 2  | Ioannis Tamouridis (GRE) | Tableware                  | a.t.   |
| 3  | Hristomir Angelov (BUL)  | Dobrich 1905               | +1"    |
| 4  | Sergiu Cioban (MDA)      | Olimpic Team Autoconstruct | +3"    |
| 5  | Zoltan Șipoș (ROU)       | România Under 23           | a.t.   |
| 6  | Vladimir Koev (BUL)      | Hemus 1896 Vivelo          | +4"    |
| 7  | Gianpaulo Biolo (ITA)    | San Marco Concrete Caneva  | +6"    |
| 8  | Dan Anghelache (ROU)     | Mazicon București          | a.t.   |
| 9  | Alexandru Ciocan (ROU)   | Dinamo Scorseze București  | +7"    |
| 10 | Serghei Tvetcov (MDA)    | Tusnad Cycling Team        | a.t.   |

### Etapa 1
Duminică, 6 iunie: Alba Iulia - Teiuș - Aiud - Luduș - Târgu Mureș, 118 km
Prima etapă a Turului a fost câștigată de Yovcho Yovcev, care l-a depășit pe Artur Țvietkov cu câteva sutimi de secundă, pe ultimul loc al podiumului a venit rutierul italian Fabio Masotti la 6 secunde de lider.
În această etapă au fost două cățărări și două sprinturi. Primul sprint de la kilometrul 30 a fost câștigat de Piergiacomo Marcolina de la Cycling Team Friuli, iar al doilea sprint a fost câștigat de Victor Mironov de la Olimpic Team Autoconstruct Câmpulung. Cățărările au fost adjudecate de Bruno Rizzi de la Tușnad Cycling Team și de Daniel Crista.
Sprinturi intermediare: Aiud (30 km), Iernut (88 km)

Cățărări: Lunca Mureșului (56 km, Cat C), Luduș (78 km, Cat C)
|    | Ciclist                   | Echipă                    | Timp       |
| -- | ------------------------- | ------------------------- | ---------- |
| 1  | Yovcho Yovcev (BUL)       | Cycling Team Friuli       | 2h 42' 28" |
| 2  | Artur Țvietkov (UKR)      | Athlet Ucraina            | a.t.       |
| 3  | Fabio Masotti (ITA)       | San Marco Concrete Caneva | +6"        |
| 4  | Bruno Rizzi (ITA)         | Tușnad Cycling Team       | a.t.       |
| 5  | Walter Pedraza (COL)      | Tableware                 | a.t.       |
| 6  | Balint Szeghalmi (HUN)    | Tușnad Cycling Team       | a.t.       |
| 7  | Lucian Voinea (ROU)       | România Under 23          | a.t.       |
| 8  | Mattia Bernardi (ITA)     | San Marco Concrete Caneva | a.t.       |
| 9  | Anatoliy Sosnitskyy (UKR) | Kolss Cycling Team        | a.t.       |
| 10 | Gianpaolo Biolo (ITA)     | San Marco Concrete Caneva | a.t.       |

|    | Ciclist                   | Echipă                    | Timp       |
| -- | ------------------------- | ------------------------- | ---------- |
| 1  | Yovcho Yovcev (BUL)       | Cycling Team Friuli       | 2h 45' 49" |
| 2  | Gianpaolo Biolo (ITA)     | San Marco Concrete Caneva | +12"       |
| 3  | Artur Țvietkov (UKR)      | Athlet Ucraina            | a.t.       |
| 4  | Bruno Rizzi (ITA)         | Tușnad Cycling Team       | +18"       |
| 5  | Balint Szeghalmi (HUN)    | Tușnad Cycling Team       | +20"       |
| 6  | Anatoliy Sosnitskyy (UKR) | Kolss Cycling Team        | +28"       |
| 7  | Fabio Masotti (ITA)       | San Marco Concrete Caneva | a.t.       |
| 8  | Mattia Bernardi (ITA)     | San Marco Concrete Caneva | +32"       |
| 9  | Lucian Voinea (ROM)       | România Under 23          | +35"       |
| 10 | Walter Pedraza (COL)      | Tableware                 | +40"       |

### Etapa 2
Luni, 7 iunie: Târgu Mureș - Reghin - Bistrița - Vatra Dornei, 175 km
Sprinturi intermediare: Reghin (31 km), Bistrița (91 km)

Cățărări: Teaca (56 km, Cat C), Sărățel (79 km, Cat C), Pasul Tihuța (143 km, Cat A, 1197 m)
|    | Ciclist                    | Echipă                    | Timp       |
| -- | -------------------------- | ------------------------- | ---------- |
| 1  | Vladimir Koev (BUL)        | Hemus 1896 Vivelo         | 4h 06' 44" |
| 2  | Ioannis Tamouridis (GRE)   | Tableware                 | +4' 45"    |
| 3  | Alessandro De Marchi (ITA) | Cycling Team Friuli       | a.t.       |
| 4  | Bruno Rizzi (ITA)          | Tușnad Cycling Team       | a.t.       |
| 5  | Alexandru Ciocan (ROM)     | Dinamo Scorseze București | +8' 42"    |
| 6  | Rino Zampilli (ITA)        | Hemus 1896 Vivelo         | +9' 04"    |
| 7  | Andrea Magrin (ITA)        | Cycling Team Friuli       | a.t.       |
| 8  | Alessandro Calderan (ITA)  | Cycling Team Friuli       | a.t.       |
| 9  | Andriy Vasylyuk (UKR)      | Kolss Cycling Team        | a.t.       |
| 10 | Henrich Berger (GER)       | Mazicon București         | a.t.       |

|    | Ciclist                    | Echipă                    | Timp       |
| -- | -------------------------- | ------------------------- | ---------- |
| 1  | Vladimir Koev (BUL)        | Hemus 1896 Vivelo         | 6h 53' 29" |
| 2  | Bruno Rizzi (ITA)          | Tușnad Cycling Team       | +4' 07"    |
| 3  | Ioannis Tamouridis (GRE)   | Tableware                 | +4' 45"    |
| 4  | Alessandro De Marchi (ITA) | Cycling Team Friuli       | +4' 54"    |
| 5  | Yovcho Yovchev (BUL)       | Cycling Team Friuli       | +8' 08"    |
| 6  | Artur Țvietkov (UKR)       | Athlet Ucraina            | +8' 20"    |
| 7  | Anatoliy Sosnitskyy (UKR)  | Kolss Cycling Team        | +8' 36"    |
| 8  | Mattia Bernardi (ITA)      | San Marco Concrete Caneva | +8' 40"    |
| 9  | Walter Pedraza (COL)       | Tableware                 | +8' 48"    |
| 10 | Alexandru Ciocan (ROM)     | Dinamo Scorseze București | +8' 55"    |

### Etapa 3
Marți, 8 iunie: Vatra Dornei - Câmpulung - Gura Humorului - Fălticeni - Suceava, 137 km
Sprinturi intermediare: Câmpulung (42 km), Gura Humorului (74 km), Fălticeni (113 km)

Cățărări: Pasul Mestecăniș (20 km, Cat A, 1091 m)
|    | Ciclist                  | Echipă                     | Timp       |
| -- | ------------------------ | -------------------------- | ---------- |
| 1  | Gianpaolo Biolo (ITA)    | San Marco Concrete Caneva  | 3h 27' 12" |
| 2  | Andrea Magrin (ITA)      | Cycling Team Friuli        | a.t.       |
| 3  | Rino Zampilli (ITA)      | Hemus 1896 Vivelo          | a.t.       |
| 4  | Andrea Pinos (ITA)       | Tușnad Cycling Team        | a.t.       |
| 5  | Ioannis Tamouridis (GRE) | Dinamo Scorseze București  | a.t.       |
| 6  | Victor Mironov (MDA)     | Olimpic Team Autoconstruct | a.t.       |
| 7  | Alex Buttazzoni (ITA)    | San Marco Concrete Caneva  | a.t.       |
| 8  | Christoph Taeubel (AUT)  | Profiline                  | a.t.       |
| 9  | Andriy Vasylyuk (UKR)    | Kolss Cycling Team         | a.t.       |
| 10 | Zoltan Sipos (ROM)       | România Under 23           | a.t.       |

|    | Ciclist                    | Echipă                    | Timp        |
| -- | -------------------------- | ------------------------- | ----------- |
| 1  | Vladimir Koev (BUL)        | Hemus 1896 Vivelo         | 10h 20' 41" |
| 2  | Bruno Rizzi (ITA)          | Tușnad Cycling Team       | +4' 07"     |
| 3  | Ioannis Tamouridis (GRE)   | Tableware                 | +4' 45"     |
| 4  | Alessandro De Marchi (ITA) | Cycling Team Friuli       | +4' 54"     |
| 5  | Yovcho Yovchev (BUL)       | Cycling Team Friuli       | +8' 08"     |
| 6  | Artur Țvietkov (UKR)       | Athlet Ucraina            | +8' 20"     |
| 7  | Anatoliy Sosnitskyy (UKR)  | Kolss Cycling Team        | +8' 36"     |
| 8  | Mattia Bernardi (ITA)      | San Marco Concrete Caneva | +8' 40"     |
| 9  | Walter Pedraza (COL)       | Tableware                 | +8' 48"     |
| 10 | Alexandru Ciocan (ROM)     | Dinamo Scorseze București | +8' 55      |

### Etapa 4
Miercuri, 9 iunie: Suceava - Gura Humorului - Câmpulung - Sucevița - Rădăuți - Siret - Botoșani, 226 km
În ultimul viraj al acestei etape s-a produs o căzătură în care au fost implicați patru cicliști - Zoltan Sipos (România Under 23), Mustafa Guler (Konya Şekerspor), Dimitri Zaiets (Athlet Ucraina) și Angelo Ciccone (San Marco). Din acest incident turcul Mustafa Guler a suferit o fractură de claviculă, iar Zoltan Sipos a fost nevoit să abandoneze în ziua următoare deoarece a acuzat dureri la genunchi, unde s-a rănit în căzătură.
Sprinturi intermediare: Câmpulung (63 km), Rădăuți (134 km), Siret (155 km)

Cățărări: Sadova (76 km, Cat A, 1048 m), Ciumârna 1 (101 km, Cat A, 1033 m), Ciumârna 2 (104 km, Cat A, 1105 m)
|    | Ciclist                    | Echipă                     | Timp       |
| -- | -------------------------- | -------------------------- | ---------- |
| 1  | Alex Buttazzoni (ITA)      | San Marco Concrete Caneva  | 5h 44' 55" |
| 2  | Ioannis Tamouridis (GRE)   | Tableware                  | a.t.       |
| 3  | Oleksandr Prevar (UKR)     | Kolss Cycling Team         | a.t.       |
| 4  | Alessandro De Marchi (ITA) | Cycling Team Friuli        | a.t.       |
| 5  | Andriy Vasylyuk (UKR)      | Kolss Cycling Team         | a.t.       |
| 6  | Bruno Rizzi (ITA)          | Tușnad Cycling Team        | a.t.       |
| 7  | Evgeni Gerganov (BUL)      | Hemus 1896 Vivelo          | a.t.       |
| 8  | Vladimir Koev (BUL)        | Hemus 1896 Vivelo          | a.t.       |
| 9  | Sergiu Cioban (MDA)        | Olimpic Team Autoconstruct | a.t.       |
| 10 | Christoph Springer (GER)   | Tableware                  | a.t.       |

|    | Ciclist                    | Echipă                     | Timp        |
| -- | -------------------------- | -------------------------- | ----------- |
| 1  | Vladimir Koev (BUL)        | Hemus 1896 Vivelo          | 16h 05' 36" |
| 2  | Bruno Rizzi (ITA)          | Tușnad Cycling Team        | +4' 07"     |
| 3  | Ioannis Tamouridis (GRE)   | Tableware                  | +4' 39"     |
| 4  | Alessandro De Marchi (ITA) | Cycling Team Friuli        | +4' 54"     |
| 5  | Yovcho Yovchev (BUL)       | Cycling Team Friuli        | +8' 32"     |
| 6  | Anatoliy Sosnitskyy (UKR)  | Kolss Cycling Team         | +8' 36"     |
| 7  | Walter Pedraza (COL)       | Tableware                  | +8' 48"     |
| 8  | Mattia Bernardi (ITA)      | San Marco Concrete Caneva  | +9' 04"     |
| 9  | Zoltan Sipos (ROM)         | România Under 23           | +9' 13"     |
| 10 | Sergiu Cioban (MDA)        | Olimpic Team Autoconstruct | a.t.        |

### Etapa 5
Joi, 10 iunie: Botoșani - Târgu Frumos - Roman - Bacău, 160 km 
Sprinturi intermediare: Hârlău (49 km), Cotnari (59 km), Târgu Frumos (78 km)

Cățărări: Strunga (86 km, Cat C)
|    | Ciclist                     | Echipă                    | Timp       |
| -- | --------------------------- | ------------------------- | ---------- |
| 1  | Hristomir Angelov (BUL)     | Dobrich 1905              | 4h 13' 44" |
| 2  | Oleksandr Surutkovych (AZE) | Athlet Ucraina            | +5"        |
| 3  | Mikhaylo Kononeko (UKR)     | Kolss Cycling Team        | a.t.       |
| 4  | Piergiacomo Marcolina (ITA) | Cycling Team Friuli       | a.t.       |
| 5  | Rino Zampilli (ITA)         | Hemus 1896 Vivelo         | +28"       |
| 6  | Fabio Masotti (ITA)         | San Marco Concrete Caneva | +44"       |
| 7  | Andrea Pinos (ITA)          | Tușnad Cycling Team       | a.t.       |
| 8  | Alessandro Calderan (ITA)   | Cycling Team Friuli       | a.t.       |
| 9  | Ioannis Tamouridis (GRE)    | Tableware                 | a.t.       |
| 10 | Marco Fusaz (ITA)           | Cycling Team Friuli       | a.t.       |

|    | Ciclist                     | Echipă                     | Timp        |
| -- | --------------------------- | -------------------------- | ----------- |
| 1  | Vladimir Koev (BUL)         | Hemus 1896 Vivelo          | 20h 20' 04" |
| 2  | Bruno Rizzi (ITA)           | Tușnad Cycling Team        | +4' 07"     |
| 3  | Ioannis Tamouridis (GRE)    | Tableware                  | +4' 39"     |
| 4  | Alessandro De Marchi (ITA)  | Cycling Team Friuli        | +5' 01"     |
| 5  | Yovcho Yovchev (BUL)        | Cycling Team Friuli        | +8' 32"     |
| 6  | Anatoliy Sosnitskyy (UKR)   | Kolss Cycling Team         | +8' 36"     |
| 7  | Walter Pedraza (COL)        | Tableware                  | +8' 48"     |
| 8  | Oleksandr Surutkovych (AZE) | Athlet Ucraina             | +8' 59"     |
| 9  | Mattia Bernardi (ITA)       | San Marco Concrete Caneva  | +9' 04"     |
| 10 | Sergiu Cioban (MDA)         | Olimpic Team Autoconstruct | +9' 13"     |

### Etapa 6
Vineri, 11 iunie: Bacău - Adjud - Mărășești - Focșani - Buzău, 180 km
Sprinturi intermediare: Adjud (57 km), Mausoleu Mărășești (84 km), Râmnicul Sărat (143 km)

|    | Ciclist                     | Echipă                     | Timp       |
| -- | --------------------------- | -------------------------- | ---------- |
| 1  | Andrea Pinos (ITA)          | Tușnad Cycling Team        | 5h 02' 58" |
| 2  | Andrea Magrin (ITA)         | Cycling Team Friuli        | a.t.       |
| 3  | Henrich Berger (GER)        | Mazicon București          | a.t.       |
| 4  | Ioannis Tamouridis (GRE)    | Tableware                  | a.t.       |
| 5  | Mikhaylo Kononeko (UKR)     | Kolss Cycling Team         | a.t.       |
| 6  | Andriy Vasylyuk (UKR)       | Kolss Cycling Team         | a.t.       |
| 7  | Sergiu Cioban (MDA)         | Olimpic Team Autoconstruct | a.t.       |
| 8  | Piergiacomo Marcolina (ITA) | Cycling Team Friuli        | a.t.       |
| 9  | Alexandr Braico (MDA)       | Olimpic Team Autoconstruct | a.t.       |
| 10 | Marco Fusaz (ITA)           | Cycling Team Friuli        | a.t.       |

|    | Ciclist                     | Echipă                     | Timp        |
| -- | --------------------------- | -------------------------- | ----------- |
| 1  | Vladimir Koev (BUL)         | Hemus 1896 Vivelo          | 25h 23' 02" |
| 2  | Bruno Rizzi (ITA)           | Tușnad Cycling Team        | +4' 07"     |
| 3  | Ioannis Tamouridis (GRE)    | Tableware                  | +4' 39"     |
| 4  | Alessandro De Marchi (ITA)  | Cycling Team Friuli        | +5' 01"     |
| 5  | Yovcho Yovchev (BUL)        | Cycling Team Friuli        | +8' 32"     |
| 6  | Anatoliy Sosnitskyy (UKR)   | Kolss Cycling Team         | +8' 36"     |
| 7  | Walter Pedraza (COL)        | Tableware                  | +8' 48"     |
| 8  | Oleksandr Surutkovych (AZE) | Athlet Ucraina             | +8' 59"     |
| 9  | Mattia Bernardi (ITA)       | San Marco Concrete Caneva  | +9' 04"     |
| 10 | Sergiu Cioban (MDA)         | Olimpic Team Autoconstruct | +9' 13"     |

### Etapa 7
Sâmbătă, 12 iunie: Slobozia - Giurgeni - Hârșova - Ovidiu - Constanța, 154 km
Sprinturi intermediare: Hârșova (60 km), Mihail Kogălniceanu (117 km)

|    | Ciclist                     | Echipă                     | Timp       |
| -- | --------------------------- | -------------------------- | ---------- |
| 1  | Henrich Berger (GER)        | Mazicon București          | 3h 46' 26" |
| 2  | Rino Zampilli (ITA)         | Hemus 1896 Vivelo          | a.t.       |
| 3  | Svetoslav Chanliev (BUL)    | Hemus 1896 Vivelo          | a.t.       |
| 4  | Ioannis Tamouridis (GRE)    | Tableware                  | a.t.       |
| 5  | Andriy Vasylyuk (UKR)       | Kolss Cycling Team         | a.t.       |
| 6  | Andrea Magrin (ITA)         | Cycling Team Friuli        | a.t.       |
| 7  | Piergiacomo Marcolina (ITA) | Cycling Team Friuli        | a.t.       |
| 8  | Alexandr Braico (MDA)       | Olimpic Team Autoconstruct | a.t.       |
| 9  | Alessandro Calderan (ITA)   | Cycling Team Friuli        | a.t.       |
| 10 | Hristomir Angelov (BUL)     | Dobrich 1905               | a.t.       |

|    | Ciclist                     | Echipă                     | Timp        |
| -- | --------------------------- | -------------------------- | ----------- |
| 1  | Vladimir Koev (BUL)         | Hemus 1896 Vivelo          | 29h 09' 28" |
| 2  | Bruno Rizzi (ITA)           | Tușnad Cycling Team        | +4' 07"     |
| 3  | Ioannis Tamouridis (GRE)    | Tableware                  | +4' 39"     |
| 4  | Alessandro De Marchi (ITA)  | Cycling Team Friuli        | +5' 01"     |
| 5  | Yovcho Yovchev (BUL)        | Cycling Team Friuli        | +8' 32"     |
| 6  | Anatoliy Sosnitskyy (UKR)   | Kolss Cycling Team         | +8' 36"     |
| 7  | Walter Pedraza (COL)        | Tableware                  | +8' 48"     |
| 8  | Oleksandr Surutkovych (AZE) | Athlet Ucraina             | +8' 59"     |
| 9  | Mattia Bernardi (ITA)       | San Marco Concrete Caneva  | +9' 04"     |
| 10 | Sergiu Cioban (MDA)         | Olimpic Team Autoconstruct | +9' 13"     |

## Clasamente finale
|    | Ciclist                     | Echipă                     | Timp        |
| -- | --------------------------- | -------------------------- | ----------- |
| 1  | Vladimir Koev (BUL)         | Hemus 1896 Vivelo          | 29h 09' 28" |
| 2  | Bruno Rizzi (ITA)           | Tușnad Cycling Team        | +4' 07"     |
| 3  | Ioannis Tamouridis (GRE)    | Tableware                  | +4' 39"     |
| 4  | Alessandro De Marchi (ITA)  | Cycling Team Friuli        | +5' 01"     |
| 5  | Yovcho Yovchev (BUL)        | Cycling Team Friuli        | +8' 32"     |
| 6  | Anatoliy Sosnitskyy (UKR)   | Kolss Cycling Team         | +8' 36"     |
| 7  | Walter Pedraza (COL)        | Tableware                  | +8' 48"     |
| 8  | Oleksandr Surutkovych (AZE) | Athlet Ucraina             | +8' 59"     |
| 9  | Mattia Bernardi (ITA)       | San Marco Concrete Caneva  | +9' 04"     |
| 10 | Sergiu Cioban (MDA)         | Olimpic Team Autoconstruct | +9' 13"     |
| 11 | Alexandru Ciocan (ROM)      | Dinamo Scorseze București  | +9' 15"     |
| 12 | Evgeni Gerganov (BUL)       | Hemus 1896 Vivelo          | +9' 19"     |
| 13 | Christoph Springer (GER)    | Tableware                  | +9' 21"     |
| 14 | Oleksandr Prevar (UKR)      | Kolss Cycling Team         | +9' 31"     |
| 15 | Andriy Vasylyuk (UKR)       | Kolss Cycling Team         | +9' 36"     |
| 16 | Serghei Tvetcov (MDA)       | Tușnad Cycling Team        | +9' 37"     |
| 17 | Alexandr Braico (MDA)       | Olimpic Team Autoconstruct | +9' 41"     |
| 18 | Razvan Jugănaru (ROM)       | Dinamo Scorseze București  | +9' 42"     |
| 19 | Jiri Jezek (CZE)            | Tușnad Cycling Team        | +9' 47"     |
| 20 | M. Eyup Karagobek (TUR)     | Konya Şekerspor            | +9' 57"     |
| 21 | Alessandro Calderan (ITA)   | Cycling Team Friuli        | +10' 05"    |
| 22 | Svetoslav Chanliev (BUL)    | Hemus 1896 Vivelo          | +11' 15"    |
| 23 | Pavel Shumanov (BUL)        | Hemus 1896 Vivelo          | +11' 45"    |
| 24 | Christoph Taeubel (AUT)     | Profiline                  | +12' 27"    |
| 25 | Marian Frunzeanu (ROM)      | Dinamo Scorseze București  | +12' 54"    |

| 0 | Ciclist                  | Echipă              | Puncte |
| - | ------------------------ | ------------------- | ------ |
| 1 | Ioannis Tamouridis (GRE) | Tableware           | 91     |
| 2 | Andrea Magrin (ITA)      | Cycling Team Friuli | 59     |
| 3 | Rino Zampilli (ITA)      | Hemus 1896 Vivelo   | 58     |
| 4 | Andrea Pinos (ITA)       | Tușnad Cycling Team | 53     |
| 5 | Henrich Berger (GER)     | Mazicon București   | 49     |

| 0 | Ciclist                   | Echipă              | Puncte |
| - | ------------------------- | ------------------- | ------ |
| 1 | Bruno Rizzi (ITA)         | Tușnad Cycling Team | 47     |
| 2 | Ioannis Tamouridis (GRE)  | Tableware           | 30     |
| 3 | Vladimir Koev (BUL)       | Hemus 1896 Vivelo   | 27     |
| 4 | Alessandro Calderan (ITA) | Cycling Team Friuli | 16     |
| 5 | Krasimir Vasilev (BUL)    | Dobrich 1905        | 12     |

| 0 | Ciclist                     | Echipă                     | Puncte |
| - | --------------------------- | -------------------------- | ------ |
| 1 | Piergiacomo Marcolina (ITA) | Tușnad Cycling Team        | 39     |
| 2 | Andrea Pinos (ITA)          | Tușnad Cycling Team        | 29     |
| 3 | Victor Mironov (MDA)        | Olimpic Team Autoconstruct | 21     |
| 4 | Krasimir Vasilev (BUL)      | Dobrich 1905               | 10     |
| 5 | Hristomir Angelov (BUL)     | Dobrich 1905               | 8      |

### Clasament echipe
| 0 | Echipă                    | Timp        |
| - | ------------------------- | ----------- |
| 1 | Hemus 1896 Vivelo (BUL)   | 87h 49' 11" |
| 2 | Tușnad Cycling Team (ROM) | +1' 46"     |
| 3 | Tableware (GRE)           | +1' 58"     |
| 4 | Cycling Team Friuli (ITA) | +2' 18"     |
| 5 | Kolss Cycling Team (UKR)  | +6' 19"     |

## Lista rutierilor
| Tableware (GRE) · SPT        | Tableware (GRE) · SPT       | Tableware (GRE) · SPT | Tableware (GRE) · SPT |
| ---------------------------- | --------------------------- | --------------------- | --------------------- |
| #                            |                             | Ani                   | Poz.                  |
| 1                            | Anastasios Kourmpetis (GRE) | 21                    | 53                    |
| 2                            | Walter Pedraza (COL)        | 28                    | 7                     |
| 3                            | Guillaume Pont (FRA)        | 29                    | 38                    |
| 4                            | Georgios Karatzios (GRE)    | 19                    | 36                    |
| 5                            | Christoph Springer (GER)    | 24                    | 13                    |
| 6                            | Ioannis Tamouridis (GRE)    | 30                    | 3                     |
| Manager: Georgios Leventakis |                             |                       |                       |

| România Under 23 (ROM) · ROU                         | România Under 23 (ROM) · ROU | România Under 23 (ROM) · ROU | România Under 23 (ROM) · ROU |
| ---------------------------------------------------- | ---------------------------- | ---------------------------- | ---------------------------- |
| #                                                    |                              | Ani                          | Poz.                         |
| 7                                                    | Zoltan Sipos (ROM)           | 18                           | AB-5                         |
| 8                                                    | Șerban Albert-Filon (ROM)    | 22                           | 41                           |
| 9                                                    | Lucian Voinea (ROM)          | 19                           | AB-3                         |
| 10                                                   | Daniel Crista (ROM)          | 18                           | 55                           |
| 11                                                   | Alexandru Bădoiu (ROM)       | 18                           | AB-3                         |
| 12                                                   | Nicolae Țintea (ROM)         | 18                           | 60                           |
| Manager: Berekmery Csongor Antrenor : Mircea Brebene |                              |                              |                              |

| Hemus 1896 Vivelo (BUL) · HEM | Hemus 1896 Vivelo (BUL) · HEM | Hemus 1896 Vivelo (BUL) · HEM | Hemus 1896 Vivelo (BUL) · HEM |
| ----------------------------- | ----------------------------- | ----------------------------- | ----------------------------- |
| #                             |                               | Ani                           | Poz.                          |
| 13                            | Pavel Shumanov (BUL)          | 41                            | 23                            |
| 14                            | Rino Zampilli (ITA)           | 26                            | 29                            |
| 15                            | Svetoslav Chanliev (BUL)      | 36                            | 22                            |
| 16                            | Vladimir Koev (BUL)           | 30                            | 1                             |
| 17                            | Evgeni Gerganov (BUL)         | 34                            | 12                            |
| 18                            | Daniel Petrov (BUL)           | 27                            | 42                            |
| Manager: Todor Kolev          |                               |                               |                               |

| San Marco Concrete Caneva (ITA) · SMC | San Marco Concrete Caneva (ITA) · SMC | San Marco Concrete Caneva (ITA) · SMC | San Marco Concrete Caneva (ITA) · SMC |
| ------------------------------------- | ------------------------------------- | ------------------------------------- | ------------------------------------- |
| #                                     |                                       | Ani                                   | Poz.                                  |
| 19                                    | Angelo Ciccone (ITA)                  | 29                                    | 26                                    |
| 20                                    | Fabio Masotti (ITA)                   | 36                                    | 43                                    |
| 21                                    | Alex Buttazzoni (ITA)                 | 25                                    | 45                                    |
| 22                                    | Gianpaolo Biolo (ITA)                 | 24                                    | 34                                    |
| 23                                    | Mattia Bernardi (ITA)                 | 19                                    | 8                                     |
| Manager: Ezio Piccoli                 |                                       |                                       |                                       |

| Athlet Ucraina (UKR) · ATH | Athlet Ucraina (UKR) · ATH  | Athlet Ucraina (UKR) · ATH | Athlet Ucraina (UKR) · ATH |
| -------------------------- | --------------------------- | -------------------------- | -------------------------- |
| #                          |                             | Ani                        | Poz.                       |
| 25                         | Oleksii Shepilov (UKR)      | 23                         | 63                         |
| 26                         | Dmytro Zaiets (UKR)         | 22                         | 46                         |
| 27                         | Elchin Asadov (AZE)         | 23                         | 27                         |
| 28                         | Oleksandr Surutkovych (AZE) | 26                         | 8                          |
| 29                         | Viacheslav Zabava (UKR)     | 22                         | 57                         |
| 30                         | Artur Țvietkov (UKR)        | 20                         | AB-4                       |
| Manager: Ilie Rusu         |                             |                            |                            |

| Cycling Team Friuli (ITA) · CTF | Cycling Team Friuli (ITA) · CTF | Cycling Team Friuli (ITA) · CTF | Cycling Team Friuli (ITA) · CTF |
| ------------------------------- | ------------------------------- | ------------------------------- | ------------------------------- |
| #                               |                                 | Ani                             | Poz.                            |
| 31                              | Alessandro De Marchi (ITA)      | 24                              | 4                               |
| 32                              | Marco Fusaz (ITA)               | 20                              | 49                              |
| 33                              | Piergiacomo Marcolina (ITA)     | 21                              | 48                              |
| 34                              | Andrea Magrin (ITA)             | 20                              | 33                              |
| 35                              | Alessandro Calderan (ITA)       | 21                              | 21                              |
| 36                              | Yovcho Yovchev (BUL)            | 19                              | 5                               |
| Manager: Renzo Boscolo          |                                 |                                 |                                 |

| Kolss Cycling Team (UKR) · KLS | Kolss Cycling Team (UKR) · KLS | Kolss Cycling Team (UKR) · KLS | Kolss Cycling Team (UKR) · KLS |
| ------------------------------ | ------------------------------ | ------------------------------ | ------------------------------ |
| #                              |                                | Ani                            | Poz.                           |
| 37                             | Oleksandr Prevar (UKR)         | 19                             | 14                             |
| 38                             | Sergii Umnov (UKR)             | 20                             | 28                             |
| 39                             | Anatoliy Sosnitskyy (UKR)      | 19                             | 6                              |
| 40                             | Mikhaylo Kononeko (UKR)        | 22                             | 44                             |
| 41                             | Andriy Vasylyuk (UKR)          | 22                             | 15                             |
| Manager: Mikhaylo Suralyov     |                                |                                |                                |

| Konya Şekerspor (TUR) · KON   | Konya Şekerspor (TUR) · KON | Konya Şekerspor (TUR) · KON | Konya Şekerspor (TUR) · KON |
| ----------------------------- | --------------------------- | --------------------------- | --------------------------- |
| #                             |                             | Ani                         | Poz.                        |
| 43                            | Mustafa Guler (TUR)         | 35                          | DNS-5                       |
| 44                            | Mirac Kal (TUR)             | 22                          | 62                          |
| 45                            | M. Eyup Karagobek (TUR)     | 20                          | 20                          |
| 46                            | Mustafa Sayar (TUR)         | 21                          | AB-5                        |
| 47                            | Bunyamin Ozdemir (TUR)      | 22                          | DSQ-2                       |
| 48                            | Serhat Sert (TUR)           | 23                          | 39                          |
| Manager: Muhterem Kucuktongur |                             |                             |                             |

| Dobrich 1905 (BUL) · SKD | Dobrich 1905 (BUL) · SKD | Dobrich 1905 (BUL) · SKD | Dobrich 1905 (BUL) · SKD |
| ------------------------ | ------------------------ | ------------------------ | ------------------------ |
| #                        |                          | Ani                      | Poz.                     |
| 49                       | Hristomir Angelov (BUL)  | 22                       | 51                       |
| 50                       | Radostin Yordanov (BUL)  | 19                       | AB-2                     |
| 51                       | Petar Evstatiev (BUL)    | 23                       | 64                       |
| 52                       | Krasimir Vasilev (BUL)   | 36                       | 32                       |
| 53                       | Stanimir Cholakov (BUL)  | 18                       | AB-2                     |
| Manager:                 |                          |                          |                          |

| Profiline (GER) · PRO    | Profiline (GER) · PRO   | Profiline (GER) · PRO | Profiline (GER) · PRO |
| ------------------------ | ----------------------- | --------------------- | --------------------- |
| #                        |                         | Ani                   | Poz.                  |
| 55                       | Ferry Brukner (AUT)     | 38                    | 31                    |
| 56                       | Christian Miessen (GER) | 25                    | 58                    |
| 57                       | Marcel Moebus (GER)     | 33                    | AB-7                  |
| 58                       | Christoph Taeubel (AUT) | 18                    | 24                    |
| 59                       | Patrick Wolfrum (GER)   | 29                    | DSQ-2                 |
| Manager: Benno Riedesser |                         |                       |                       |

| Tușnad Cycling Team (ROM) · TCT               | Tușnad Cycling Team (ROM) · TCT | Tușnad Cycling Team (ROM) · TCT | Tușnad Cycling Team (ROM) · TCT |
| --------------------------------------------- | ------------------------------- | ------------------------------- | ------------------------------- |
| #                                             |                                 | Ani                             | Poz.                            |
| 61                                            | Bruno Rizzi (ITA)               | 26                              | 2                               |
| 62                                            | Andrea Pinos (ITA)              | 25                              | 40                              |
| 63                                            | Serghei Tvetcov (MDA)           | 21                              | 16                              |
| 64                                            | Balint Szeghalmi (HUN)          | 29                              | 47                              |
| 65                                            | Jiri Jezek (CZE)                | 35                              | 19                              |
| 66                                            | Carol Eduard Novak (ROM)        | 33                              | 56                              |
| Manager: Attila Torok Antrenor : Karoly Novak |                                 |                                 |                                 |

| Dinamo Scorseze București (ROM) · DIN                 | Dinamo Scorseze București (ROM) · DIN | Dinamo Scorseze București (ROM) · DIN | Dinamo Scorseze București (ROM) · DIN |
| ----------------------------------------------------- | ------------------------------------- | ------------------------------------- | ------------------------------------- |
| #                                                     |                                       | Ani                                   | Poz.                                  |
| 67                                                    | Alexandru Ciocan (ROM)                | 32                                    | 11                                    |
| 68                                                    | Marian Frunzeanu (ROM)                | 29                                    | 25                                    |
| 69                                                    | Razvan Jugănaru (ROM)                 | 24                                    | 18                                    |
| 70                                                    | Tamas Csicsaky (ROM)                  | 30                                    | AB-4                                  |
| 71                                                    | Mihai Varabiev (ROM)                  | 20                                    | 59                                    |
| 72                                                    | Mihail Rusu (ROM)                     | 22                                    | 61                                    |
| Manager: Mircea Romașcanu Antrenor : Alexandru Ciocan |                                       |                                       |                                       |

| Mazicon București (ROM) · MAZ                     | Mazicon București (ROM) · MAZ | Mazicon București (ROM) · MAZ | Mazicon București (ROM) · MAZ |
| ------------------------------------------------- | ----------------------------- | ----------------------------- | ----------------------------- |
| #                                                 |                               | Ani                           | Poz.                          |
| 73                                                | Dan Anghelache (ROM)          | 26                            | 35                            |
| 74                                                | George Wolters (ROM)          | 39                            | AB-3                          |
| 75                                                | Ștefan Morcov (ROM)           | 36                            | 30                            |
| 76                                                | Henrich Berger (GER)          | 24                            | 37                            |
| 77                                                | Bogdan Coman (ROM)            | 19                            | 54                            |
| Manager: Radu Selejan Director: Doruleț Borobeică |                               |                               |                               |

| Olimpic Team Autoconstruct (ROM) · OTA          | Olimpic Team Autoconstruct (ROM) · OTA | Olimpic Team Autoconstruct (ROM) · OTA | Olimpic Team Autoconstruct (ROM) · OTA |
| ----------------------------------------------- | -------------------------------------- | -------------------------------------- | -------------------------------------- |
| #                                               |                                        | Ani                                    | Poz.                                   |
| 79                                              | Sergiu Cioban (MDA)                    | 22                                     | 10                                     |
| 80                                              | Alexandr Braico (MDA)                  | 22                                     | 17                                     |
| 81                                              | Victor Mironov (MDA)                   | 21                                     | 52                                     |
| 82                                              | Denis Bazeliuc (MDA)                   | 18                                     | AB-2                                   |
| 83                                              | Ivan Satulov (MDA)                     | 18                                     | AB-3                                   |
| 84                                              | Aldo Zini (ITA)                        | 30                                     | 50                                     |
| Manager: Cristi Pârlici Director: Radu Calangiu |                                        |                                        |                                        |

- AB=Abandon, DSQ=Descalificat, DNS=Nu a luat startul
- Rutierii subliniați au fost câștigători de etapă în această ediție
- Din 79 au terminat cursa 64 de cicliști